# Изюмская улица (Москва)
Изю́мская у́лица — улица, расположенная в Юго-Западном административном округе на территории района Южное Бутово города Москвы.

## История
Нынешняя Изюмская улица ранее входила в состав подмосковного рабочего посёлка Бутово. Первые дома появились в конце XIX века после прокладки Московско-Курской железной дороги. В 1984 году посёлок вошёл в состав Москвы. 6 февраля 1986 года объединением поселковых улиц Водопьянова, Школьной и Московской была образована Изюмская улица. Она была названа в честь украинского города Изюма в связи с расположением на юге Москвы. В 1994 году улица была продлена. В 2000-х годах была застроена многоквартирными жилыми домами.

## Расположение
Изюмская улица отходит от Скобелевской улицы около дома № 2. Идёт на восток, затем на юго-восток. После перекрёстка с 1-й и 2-й Северодонецкими и Новобутовской улицами поворачивает на юго-запад. Пересекает Ливенскую и Краснолиманскую улицы. Заканчивается на перекрёстке со Скобелевской улицей. Протяжённость Изюмской улицы составляет 1,75 км.

## Объекты

### Нечётная сторона
- № 57, корпус 1 — Библиотека на Изюмской[3]
- № 35А — ГБОУ Школа № 1161
- № 61, корпус 2 — ГБОУ Школа № 1161 УК № 2
- № 53 — Детский сад № 2682

### Чётная сторона
- № 46 — «Московская служба психологической помощи населению» ДСЗН города Москвы[3]
- № 38, корпус 1 — ГБОУ Школа № 1354 Вектор
- № 34, корпус 3 — ГБОУ Школа № 1354 Вектор Лабораторный корпус
- № 28, корпус 3 — Школа № 1354 Вектор корпус Запад

## Транспорт

### Автобус
- Автобусное сообщение в двух направлениях по всей длине улицы

Автобусные остановки
Чётная сторона:
- Изюмская улица, 22: С1 С53 146 636
- Новобутовская улица, 13: С1 С53 146 636
- Ливенская улица (прежнее название Школа): С1 С53 146 636
- Изюмская улица: С1 С53 146 636

Нечётная сторона:
- Изюмская улица: С1 С53 146 636
- Ливенская улица (прежнее название Школа): С1 С53 146 636
- Новобутовская улица, 13: С1 С53 146 636
- Изюмская улица, 22: С1 С53 146 636

Автобусные маршруты
- С1: прямой - от Новобутовского проезда до Скобелевской улицы; обратный - от Скобелевской улицы до Новобутовского проезда
- С53: прямой - от Новобутовского проезда до Скобелевской улицы; обратный - от Скобелевской улицы до Новобутовского проезда
- 146: прямой - от Новобутовского проезда до Скобелевской улицы; обратный - от Скобелевской улицы до Новобутовского проезда
- 636: прямой - от Новобутовского проезда до Скобелевской улицы; обратный - от Скобелевской улицы до Новобутовского проезда

## Галерея

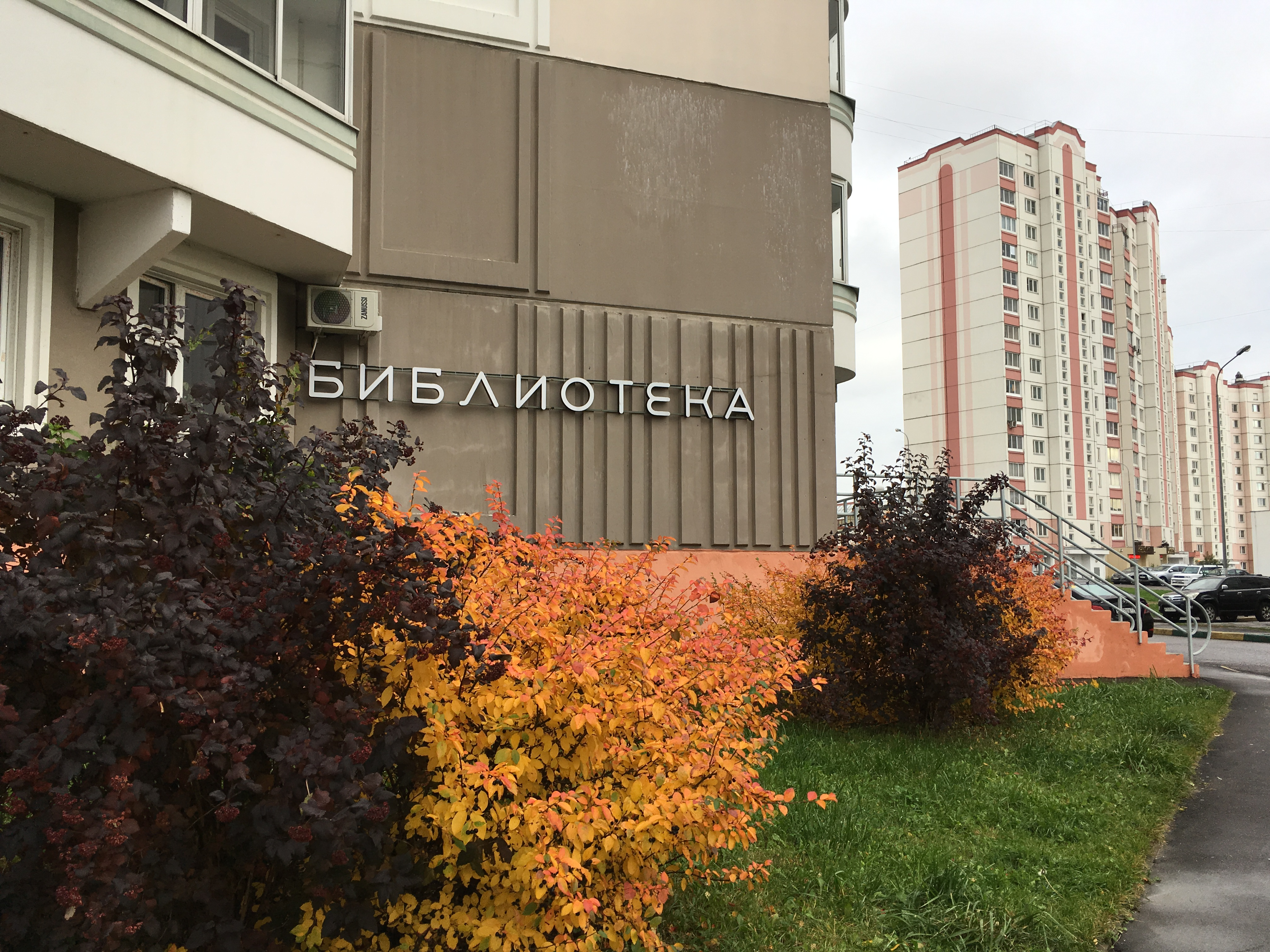
Библиотека
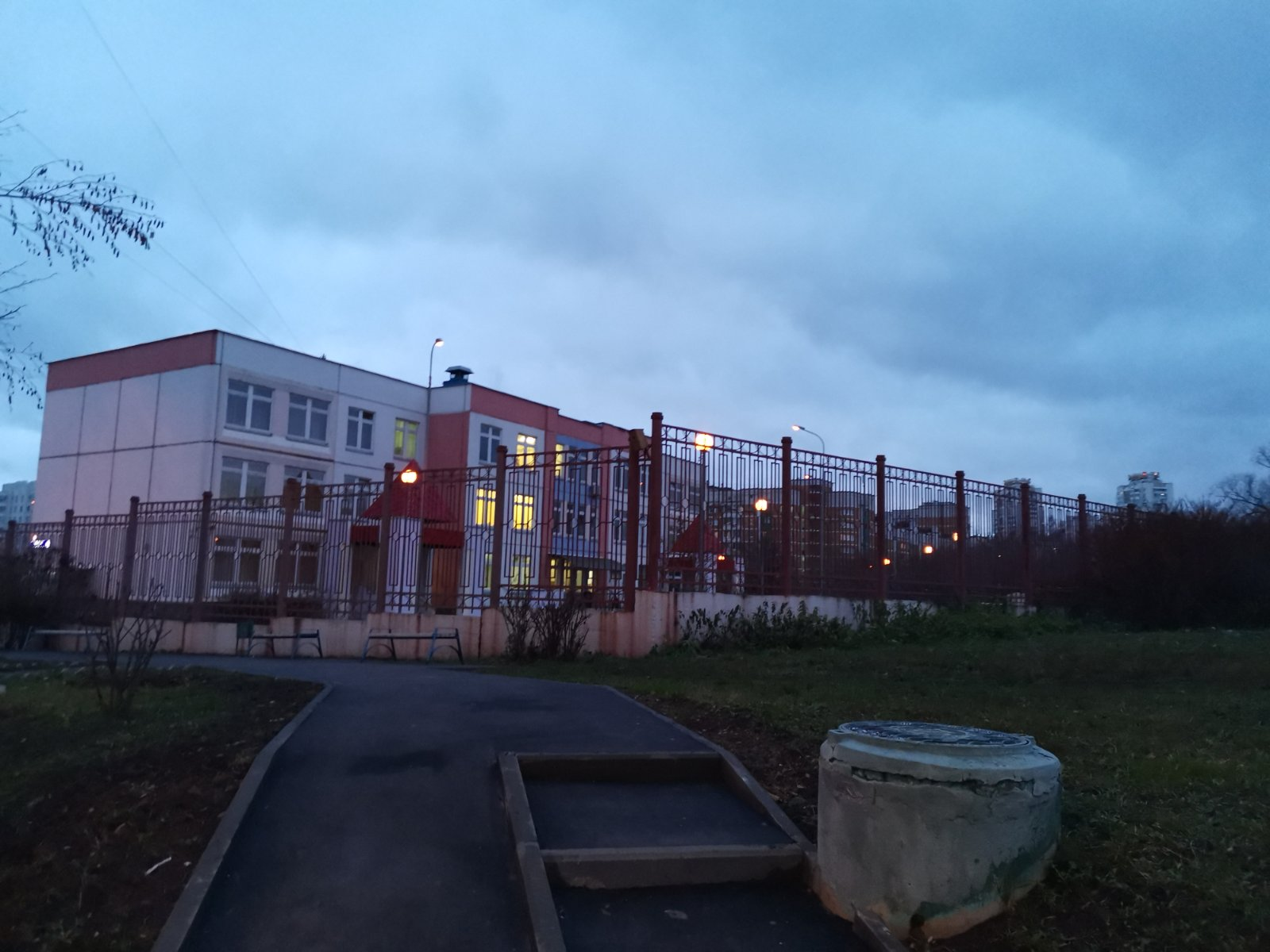
Детский сад №2682